# Raúl Sáez
Raúl Sáez Sáez (Constitución, 16 de febrero de 1913-Santiago, 24 de noviembre de 1992) fue un ingeniero civil y político chileno, que se desempeñó como ministro de Estado durante el gobierno del presidente Eduardo Frei Montalva (entre febrero y marzo de 1968) y durante la dictadura militar del general Augusto Pinochet (entre 1974 y 1976). Obtuvo el Premio Nacional de Ciencias Aplicadas y Tecnológicas de su país, en 1992.

## Familia y estudios
Nació en la comuna chilena de Constitución el 16 de febrero de 1913, hijo del militar Carlos Sáez Morales, general del Ejército de Chile, quien fuera ministro de Guerra (y luego de Guerra y Aviación) durante las vicepresidencias de Pedro Opaso Letelier, Juan Esteban Montero y Abraham Oyanedel Urrutia; y de Estela Sáez Rojas, su prima.
Realizó sus estudios de enseñanza básica en el Colegio Alemán de Santiago. En 1925 su padre fue destinado a la misión de armamentos en Europa, por lo que la familia se trasladó a Francia. Allí estudió en el Lycée Janson de Sailly, uno de los grandes liceos de París, y preparó sus bachilleratos en matemáticas y filosofía. De vuelta en el país, en 1931, ingresó a la Escuela de Ingeniería de la Universidad de Chile, egresando como ingeniero civil.
Se casó con Lilian Contreras, con quien tuvo cinco hijos: Felipe, Sebastián, Raúl Eduardo (quien fuera embajador de Chile ante la OCDE entre 2011 y 2012), María Liliana y Juan Carlos.

## Carrera profesional y política
Inició su actividad laboral siendo su primer proyecto el Plan de Electrificación Nacional, el cual eventualmente desencadenó la fundación de Endesa. De hecho, fue contratado por dicha empresa de electricidad en 1940 como jefe de ingeniería civil, llegando a asumir la gerencia general (hasta 1961). Sin dejar su trabajo en Endesa, se desempeñó como ingeniero jefe de la Compañía de Acero del Pacífico (CAP); en tal carácter le correspondió estudiar soluciones técnicas, organizar la ingeniería de la compañía en Chile e iniciar la construcción de la usina de la siderúrgica Huachipato.
Entre 1950 y 1952, organizó y fue el primer jefe del Departamento de Planificación Nacional de la Corporación de Fomento de la Producción (Corfo). Desde ahí, dirigió los estudios técnicos, económicos y financieros que permitieron organizar la Industria Azucarera de Betarraga-Sacarina que condujeron, en 1952, a la creación de la Industria Azucarera Nacional S.A. (Iansa).
En 1954 inició, junto con otros cuatro ingenieros, el debate nacional sobre Política Chilena de Telecomunicaciones. Como consecuencia de éste, se organizó, en 1958, dentro de Endesa, un servicio para darle comunicaciones a las grandes empresas que pertenecían a la estatal Corfo, denominado Sotelco. Años después, en 1964, fue creada la Empresa Nacional de Telecomunicaciones (Entel), de acuerdo con los lineamientos de dicho estudio, para dar servicio de telecomunicaciones de larga distancia a todo el país; se convirtió en el primer presidente de la misma.
Tras el terremoto de 1960, dirigió los trabajos para evitar que el lago Riñihue inundara Valdivia y los pueblos aledaños al curso del río. Tres derrumbes de tierra bloquearon el desagüe natural del lago hacia el río San Pedro amenazando con asolar los pueblos ribereños y la parte baja de la ciudad de Valdivia, ya devastados por el sismo y el posterior tsunami. En dos meses, encabezó un contingente que logró evitar la tragedia en una operación se conoció como la epopeya del Riñihue.

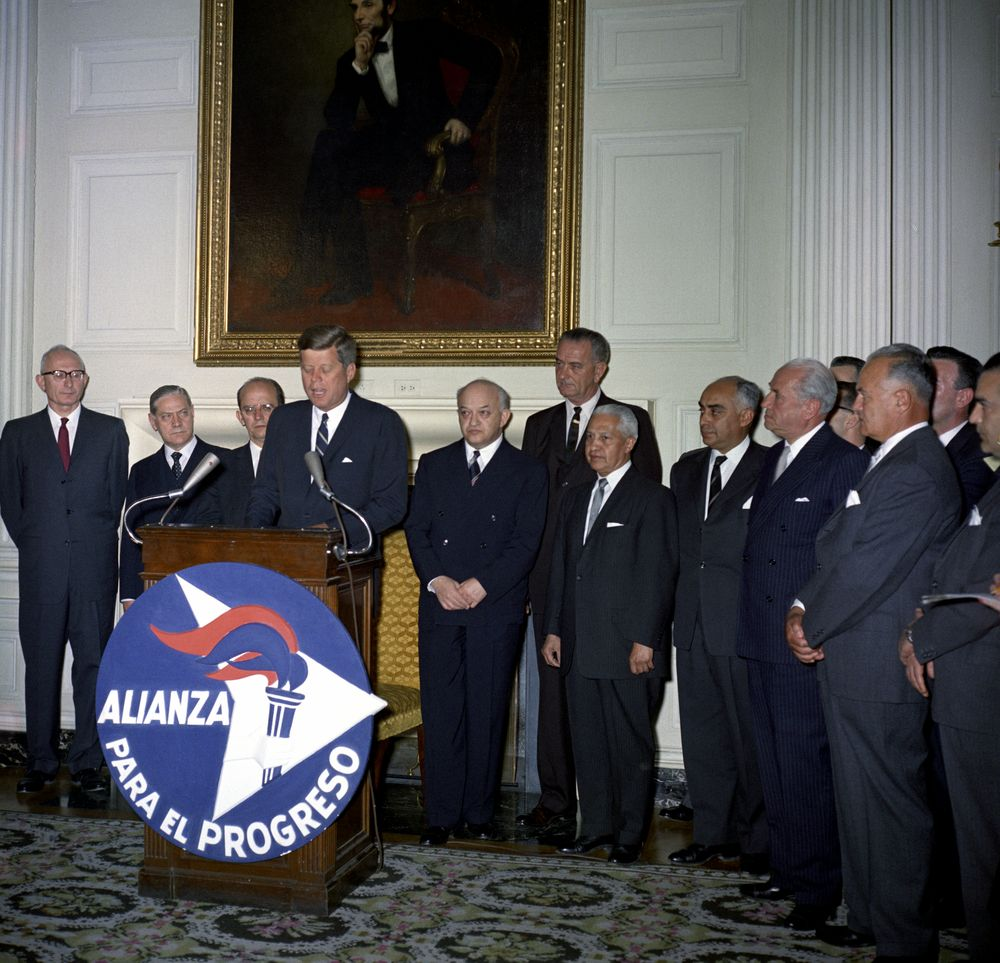
Sáez (cuarto de derecha a izquierda) en una recepción dada por el presidente de los Estados Unidos John F. Kennedy a los miembros de la Alianza para el Progreso.

En marzo de 1962 fue designado integrante del Comité Asesor de la Alianza para el Progreso, y tres años después, asumió la vicepresidencia ejecutiva de Corfo y colaboró con el presidente demócrata cristiano Eduardo Frei Montalva como uno de sus principales asesores en materias económicas y sociales.
Dirigió las negociaciones que condujeron a la Chilenización del Cobre y concibió la estrategia que debía inspirar la Corporación Nacional del Cobre de Chile (Codelco-Chile) y su efecto en las políticas macroeconómicas del país. El 15 de febrero de 1968, fue nombrado por Frei Montalva como ministro de Hacienda, cargo que ejerció fugazmente, presentando su renuncia el 15 de marzo del mismo año. Asimismo, el 30 de abril abandonó su cargo en Corfo.
En septiembre de 1973, llamado al gobierno por el general de Aviación Gustavo Leigh, fue asesor económico de la Junta Militar de Gobierno, especialmente en materias relacionadas con la renegociación de la deuda externa del país, labor que lo llevó a ser designado por el general Augusto Pinochet como titular del recién creado Ministerio de Coordinación Económica el 8 de julio de 1974 (por medio del decreto con fuerza de ley n° 558); a partir del 10 de abril de 1975, mediante el DFL n° 966, pasó a denominarse «Ministerio de Coordinación Económica y Desarrollo», continuando en el puesto. Asimismo, el DFL n° 1263, suprimió la mención de «y Desarrollo» y el DFL n° 1370 del 9 de marzo de 1976, suprimió definitivamente el ministerio. Sin embargo, había presentado su renuncia el 3 de noviembre de 1975, la cual fue aceptada formalmente el 10 de febrero de 1976 (decreto supremo n° 1386 del 25 de noviembre de 1975). En esta capacidad ideó y negoció los términos de lo que se convertiría en la Fundación Chile en asociación con la ITT Corporation transformándose en una importante fuente de transferencia y adaptación de tecnologías para Chile. Fue nombrado miembro de número de la Academia de Ciencias de Chile en 1983, desde donde trabajó por lograr un mejor apoyo para el desarrollo de la ciencia y la tecnología en Chile.
En 1988, tuvo un giro político y fue uno de los fundadores del movimiento político Independientes por el Consenso Democrático, opuesto al régimen de Pinochet.

## Muerte y homenajes póstumos
Producto de un cáncer, falleció en Santiago de Chile el 24 de noviembre de 1992, a los 79 años, un día después que se le confiriera el Premio Nacional de Ciencias Aplicadas y Tecnológicas, galardón que por vez primera se otorgaba, y una semana después que el Colegio de Ingenieros de Chile le otorgara el Premio Nacional de Ingeniería, iniciando con él el otorgamiento de esta distinción.
Un año después de su muerte, el Ministerio de Minería instauró el Premio Raúl Sáez, que se otorga anualmente en reconocimiento a los profesionales y empresas mineras que se han destacado en la utilización y desarrollo de la ingeniería nacional aplicada en minería.